# Félix Bédouret
Félix Bédouret   (Ginebra, 30 de novembre de 1896 - Ginebra, 30 de juny de 1955) fou un futbolista suís que va competir durant la dècada de 1920.
El 1924 va prendre part en els Jocs Olímpics de París, on guanyà la medalla de plata en la competició de futbol. Pel que fa a clubs, defensà els colors del Servette FC entre 1921 i 1924. El 1922 guanyà la lliga suïssa. Amb la selecció nacional jugà 2 partits, en què no marcà cap gol.